# Cattive inclinazioni
Cattive inclinazioni è un film thriller, prodotto in Italia nel 2003, diretto da Pierfrancesco Campanella, con Eva Robin's, Elisabetta Cavallotti e Franco Nero.

## Trama
A Roma alcune donne vengono barbaramente uccise da un serial killer, che si accanisce sulle proprie vittime, straziandole con numerosi colpi sferrati con una squadra metallica da disegno. Sullo sfondo, si intrecciano torbide storie di sesso morboso e di gelosie ossessive e di avide bramosie di denaro e potere, tutte al femminile.

## Distribuzione
La distribuzione estera del film è stata affidata al Gruppo Minerva International. Il film è uscito, in edizione doppiata, negli Stati Uniti (con il titolo di Bad Inclination) e in molti paesi europei.

## Accoglienza

### Critica
"Piacerà a chi ama follemente il cinema spazzatura. Il cast è proprio da trash: Eva Robin's, la Miss Italia Mirca Viola, la rediviva Florinda Bolkan. Il regista è quello di Bugie rosse. Giura d'aver fatto un film d'impegno, contro lo sfruttamento dei fatti di cronaca nera". (Giorgio Carbone, Libero, 26 settembre 2003)
"Salvatore Ferraro si è laureato in Legge con una tesi su Tommaso Campanella. Forse stimolato dal cognome ha collaborato con il regista di thriller erotici 'Pierfrancesco Campanella'. Il ruolo? Consulente tecnico per i rapporti tra magistratura e media. Il film? 'Cattive inclinazioni'. La sentenza cinematografica? Colpevole di aver contribuito a un film morbosetto che scopiazza male da Argento e mortifica la tradizione del cinema thriller italiano. Aspettando che il processo Marta Russo si concluda, Ferraro commette un singolare autogol mediatico". (Francesco Alò, Il Messaggero, 26 settembre 2003)

## Curiosità
Il film è stato annunciato col titolo Cattiverie, in seguito modificato in Cattive coscienze e poi nel definitivo Cattive inclinazioni.
Alla stesura della sceneggiatura ha collaborato, come consulente tecnico, Salvatore Ferraro, all'epoca implicato in un processo che lo vedeva imputato per favoreggiamento nell'omicidio della studentessa Marta Russo. La circostanza ha suscitato polemiche da parte della stampa.
Il direttore del doppiaggio è stato il regista Giuseppe Ferrara.